# 高月彩良
高月彩良（日语：／ Takatsuki Sara，1997年8月10日—），是一名日本女演員，出身於神奈川縣，所屬經紀公司為Sweet Power。她也是「bump.y」的前成員。

## 略歷
- 2008年7月，於前往游泳教室的路上意外被星探發掘，因而加入Sweet Power。被發掘之前她對進入演藝圈並不感興趣[1]。同年9月，於網路劇《TSC東京女孩》作為演員首次演出[2]。
- 2009年8月，獲選飾演電視劇《粉紅系男孩》主角的童年時期。
- 2010年8月25日，bump.y的出道單曲《voice（日语：voice (bump.yの曲)）》發行。
- 2011年4月，演出生涯首個舞台劇《新説・天一坊騒動》。
- 2012年12月，從千人徵選中脫穎而出，成為舞台劇《婆娑羅》的主演[3]，也是她首次主演舞台劇。

## 演出

### 電視劇
- 《TSC東京女孩》（2008年10月26日－12月，BS-i） - 飾演 見城咲耶
- 《粉紅系男孩〜夏〜》（2009年8月1日－9月26日，富士電視台） - 飾演 正宗飛鳥（幼少期）
  - 《粉紅系男孩〜秋〜》（2009年10月13日－11月3日）
- 《小公主莎拉》（2009年10月17日－12月19日，TBS） - 飾演 朝比奈真琴
- 《逃亡律師（日语：逃亡弁護士 成田誠#テレビドラマ）》（2010年7月6日－9月14日，富士電視台） - 飾演 南優希
- 《頂尖神醫》 第3集（2011年1月24日，東京電視台） - 飾演 佐和なすか
- 《黑板〜與時代戰鬥的教師們〜（日语：ブラックボード〜時代と戦った教師たち〜）》 第2夜（2012年4月6日，TBS） - 飾演 山本光江
- 《麻辣教師GTO》（2012年7月3日－9月11日，關西電視台） - 飾演 桑江遙 
  - （2012年10月2日）
  - （2013年1月2日）
  - （2013年4月2日）
- 《都市怪談之女 Part2》（2013年10月11日－11月22日，朝日電視台） - 飾演 浜中彩乃
- 《福家警部補的問候》 第6集（2014年2月18日，富士電視台） - 飾演 吉野利香
- 《社長不是人》（2014年4月8日－6月17日，關西電視台） - 飾演 松村夏美
- 《靈異教師神眉》（2014年10月11日－12月13日，日本電視台） - 飾演 菊池靜[4]
- 《五星級旅遊～最好的旅行將導覽給您！！～（日语：五つ星ツーリスト〜最高の旅、ご案内します!!〜）》（2015年1月8日－3月26日，讀賣電視台） - 飾演 沢村紅葉[5]
- 《陽炎圖畫（日语：かげろう絵図）》（2016年4月8日，富士電視台） - 飾演 お多喜の方[6][7]
- 《重版出來》 第4集 - （2016年5月3日－6月14日，TBS電視台） - 飾演 東江絹[8]
- 《穿越時空的少女》 第2集（2016年7月16日，日本電視台）- 飾演 松山實穗（ミホ）[9]
- 《石川五右衛門》（2016年10月14日－12月2日，東京電視台） - 飾演 堅田的小雀[10]
- 《被討厭的勇氣（日语：嫌われる勇気）》 第3集（2017年1月26日，富士電視台） - 飾演 仁科惠[11]
- 《大阪環狀線 每人在車站的愛情故事》 - Part2 〜櫻之宮篇〜 （2017年2月1日〈1月31日深夜〉、關西電視台） - 飾演 江波夕輝[12]
- 《銀與金（日语：銀と金）》 第7-9集（2017年2月18日－3月4日，東京電視台） - 飾演 伊藤美緒
- 《我們有點不對勁》 第4集（2020年9月2日，日本電視台） - 飾演 松原美鈴
- 《教場2》（2021年1月3日・1月4日，富士電視台） - 飾演 堂本真矢
- 《邁向未來的10 Count》（2022年4月14日－6月9日，朝日電視台） - 飾演 梅田涼子
- 《再會了，美好時光》（2023年6月12日－7月31日，東京電視台） - 飾演 岡田敦子[13]

### 電影
- 《よるのくちぶえ》（2009年3月27日、東京藝術大學） - 飾演 内田カナ[14]
- 《小丑遊戲（日语：ジョーカーゲーム）》（2012年12月22日、AMG ENTERTAINMENT（日语：AMGエンタテインメント）） - 飾演 大野香奈[15]
  - 《小丑遊戲 脫出（日语：ジョーカーゲーム）》（2013年8月17日）
- 《GOGO♂イケメン5》（2013年7月6日、Thanks Lab.） - 飾演 佐古田リマ
- 《男子高校生的日常》（2013年10月12日、ショウゲート（日语：ショウゲート）） - 飾演 タダクニの妹[16]
- 《我的朋友很少》（2014年2月1日、東映） - 飾演 楠幸村[17]
  - 《Template:L♡dk 一個屋簷下、兩個喜歡的人》（2014年4月12日）- 飾演 涉谷萌
- 《五星級旅遊 THE MOVIE 〜究極的京都旅遊將導覽給您！！～（日语：五つ星ツーリスト〜最高の旅、ご案内します!!〜）》（2015年、第7屆沖繩國際電影節（日语：沖縄国際映画祭）上映作品、KATSU-do） - 飾演 沢村紅葉[18]
- 《流浪者年代記》（2015年6月27日、華納兄弟電影） - 飾演 靜[19]
- 《人狼遊戲 CRAZY FOX》（2015年12月5日、AMG ENTERTAINMENT） - 主演・あやか[20]
- 《我才不會對黑崎君說的話言聽計從》（2016年2月27日、ショウゲート） - 飾演 芦川芽衣子[21]

### 劇場動畫
- 《回憶中的瑪妮》（2014年7月19日、東寶） - 主演・佐々木杏奈[22]

### 廣播劇
- FM THEATER《おきらく極楽》（2016年3月12日、NHK-FM） - 飾演 高梨里菜[23]

### 電視廣告
- 東京地下鐵（東京メトロ） 《TOKYO WONDERGROUND》（2011年5月 - 同年11月）

### 舞台劇
- 《新説・天一坊騒動》（2011年4月7日 - 28日、明治座） - 飾演 千代
- 《婆娑羅》（2012年12月12日 - 16日、SPACE ZERO（日语：スペース・ゼロ）） - 主演・更紗
  - 《婆娑羅》 第2章（2014年1月9日 - 14日、劇場1010（日语：シアター1010））
- 《広島に原爆を落とす日》（2013年12月4日 - 8日、俳優座劇場（日语：俳優座劇場）） - 飾演 ビアンカ[24]

### 紀錄片
- 《静岡流 ふるさとの未来をつくる〜みかんの里 F級グルメ甲子園〜》（2014年12月5日、NHK綜合、靜岡放送局製作） - 旁白

### 模特兒
- EASTBOY（日语：イーストボーイ） 2012春夏コレクションカタログ 模特兒
- Girls Award
  - 2012 SPRING/SUMMMER （2012年5月26日、模特兒出演）
  - 2013 SPRING/SUMMMER （2013年3月23日、模特兒出演）

### 雜誌
- 《B.L.T.U-17》 Vol.12 Sizzleful Girl 2009 Autumn（2009年11月5日發售、東京新聞通信社）ISBN 978-4-86336-073-0
- 《B.L.T.U-17》 Vol.13 Sizzleful Girl 2009 winter（2010年2月5日發售、東京新聞通信社）ISBN 978-4-86336-081-5
- 《Graduation-中学卒業-》 （2013年2月27日發售、東京新聞通信社） ISBN 978-4-86336291-8

## 書籍

### 寫真集
- 1st寫真集《16》（2013年8月10日發售、WANI BOOKS（日语：ワニブックス））ISBN 978-4-847045684

### 相關書籍
- 60年代 郷愁の東京（2010年5月21日、主婦之友社） ISBN 978-4072703434

## 外部連結
- 高月彩良 - Sweet Power （日語）
- 高月彩良オフィシャルブログ「brilliant.」 （页面存档备份，存于） （日語）
- 高月彩良的X（前Twitter）
- 高月彩良的Instagram帳戶